# Juan Martínez Munuera
Juan Martínez Munuera (Benidorm, Marina Baixa, 13 de juliol de 1982), és un àrbitre de futbol valencià de la primera divisió. Pertany al Comitè d'Àrbitres de la Comunitat Valenciana.

## Trajectòria
Va dirigir el partit d'anada de la promoció d'ascens a Primera Divisió de 2012 entre l'Agrupació Esportiva Alcorcón i el Real Valladolid Club de Futbol (0 -1) i el partit de tornada de la promoció d'ascens a Primera Divisió de 2013 entre el Girona Futbol Club i l'Agrupació Esportiva Alcorcón (3-1)
Després de tres temporades a Segona Divisió, on va dirigir 64 partits, aconseguí l'ascens a primera divisió juntament amb el col·legiat navarrès Eduardo Prieto Iglesias.
Va ser seleccionat el 2011 pel Programa de Joves Talents de la UEFA, quan encara arbitrava a la Segona Divisió.

## Premis
- Trofeu Vicente Acebedo (1): 2013